# ヨーゼフ・ベーア
ヨーゼフ・ベーア（Joseph Beer、1744年5月18日 - 1812年10月28日）は、国際的に有名になった最初のヴィルトゥオーゾクラリネット奏者の1人。同時代の多くの有名な作曲家との繋がりによっても記憶される。

## 生涯
ベーアはボヘミアに生まれた。元々はオーストリアでトランペット奏者をしていたが、七年戦争の際にフランスの軍隊で演奏するようになる。1771年にパリへと赴いて手にしたクラリネットによって、ベーアは瞬く間に同時代で最初の有名演奏家となった。1782年にパリを離れたベーアは、オランダ、イタリア、ロシア、ハンガリーを旅して回った。モーツァルトとも親交があり、彼の最晩年の傑作『ピアノ協奏曲第27番』はベーアの依頼により完成、初演された。
ベーアは演奏家としてクラリネットに5番目のキーを導入するという大改良を施し、この楽器に重要な革命をもたらした。ベーアは50歳近くなるまでフランス人奏者の演奏を聴いたことしかなかったが、ブリュッセルでドイツ人演奏家のシュヴァルツ（Schwartz）の演奏を耳にし、クラリネットの持つ音色の可能性に開眼させられる。その後、演奏そのものに加え、音色のやわらかさと濁りのなさ、特にデクレッシェンドにおけるニュアンスの繊細さで高く称賛されるようになった。彼の作品には2つのクラリネットのための協奏曲が3曲、変奏曲や二重奏曲が数曲ある。
ベーアはポツダムで没した。